# Родригеш, Амалия
Ама́лия да Пиеда́де Реборда́н Родри́геш (порт. Amália da Piedade Rebordão Rodrigues, 23 июля 1920, Лиссабон — 6 октября 1999, там же) — португальская певица, «королева фаду», «голос Португалии». В Португалии фадишту часто называют просто по имени — Амалия.

## Первые записи
Первые записи сделала в 1945 году в Бразилии, где с огромным успехом концертировала на протяжении 4 месяцев. В 1949 году гастролировала в Париже, где фадишту впервые представил Антониу Ферру. Повторные гастроли 1956 года прошли в знаменитом зале «Олимпия». В течение жизни записала 170 альбомов. С 1947 года много снималась в кино: первая роль — в музыкальной драме Армандо де Миранды «Чёрные плащи» (1947). Роль в фильме французского кинорежиссёра Анри Вернея «Лиссабонские влюблённые» (1955) принесла ей европейскую известность, последний раз она снялась в фантастической ленте Вима Вендерса «Когда наступит конец света» (1991). В 1950—1970-х концертировала в Нью-Йорке, Лондоне, Дублине, Триесте, Риме, Берне, Токио.
В мае 1969 года фадишта дала концерты в Ленинграде в БКЗ «Октябрьский» и в Москве. В 1980-х стала выступать как композитор.

## Признание
Единственная исполнительница, трижды удостоенная национального Ордена Сантьяго (1958, 1971, 1990). В 1990 году в честь пятидесятилетия артистической карьеры Амалия Родригеш получила Орден Инфанта дона Энрике из рук президента Португалии Мариу Суареша и была удостоена личной аудиенции папы римского Иоанна Павла II. В 1990 году Амалия оставила сцену.
Амалии посвятил один из своих альбомов фадишта Жуан Брага — в политическом отношении её антипод, крайне правый сторонник салазаризма.

## Память
Прах певицы был перенесён в Национальный Пантеон Португалии. О ней сняты документальные фильмы Бруно де Алмейды «Амалия Родригеш в Нью-Йорке» (1991), «Амалия на Всемирной выставке 1998 года» (1998), «Амалия Родригеш: такая вот странная жизнь» (1995), «Искусство Амалии» (2000).
Архивные кадры с певицей вошли в фильм Карлоса Сауры «Фаду» (2007).

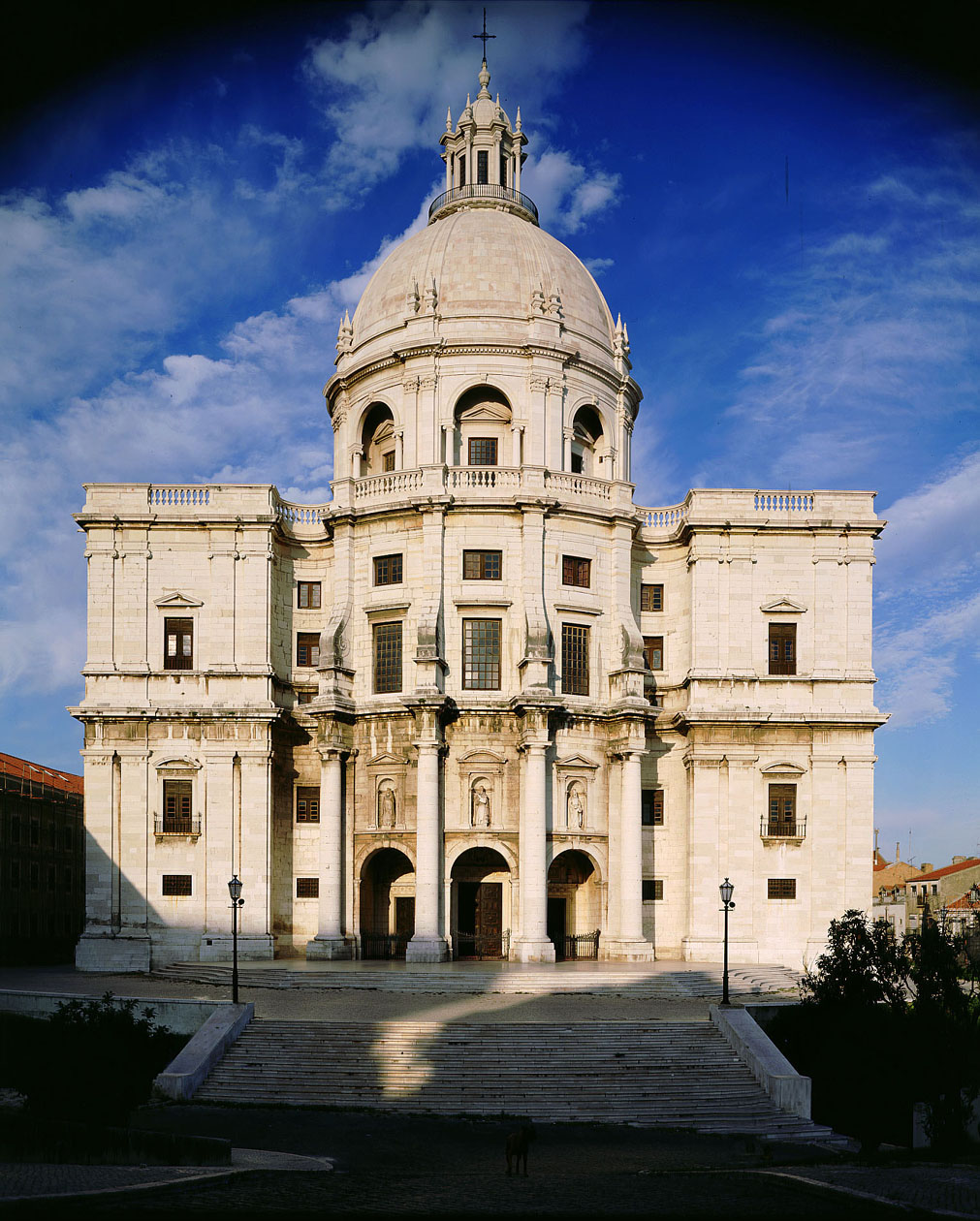
Собор Санта Энграсиа, Национальный Пантеон Португалии.

## Дискография
- Perseguição, 1945.
- Tendinha, 1945.
- Fado do Ciúme, 1945.
- Ai Mouraria, 1945.
- Maria da Cruz, 1945.
- Ai Mouraria, 1951/1952.
- Sabe-se Lá, 1951/1952.
- Novo Fado da Severa, 1953.
- Una Casa Portuguesa, 1953.
- Primavera, 1954.
- Tudo Isto é Fado, 1955.
- Foi Deus, 1956.
- Amália no Olympia, 1957.
- Povo que Lavas no Rio, 1963.
- Estranha Forma de Vida, 1964.
- Amália Canta Luís de Camões, 1965 (песни на стихи национального классика Луиса де Камоэнса).
- Formiga Bossa Nossa, 1969.
- Amália e Vinicius, 1970 (с бразильским поэтом и композитором Винисиусом ди Морайс).
- Com que Voz, 1970.
- Fado Português, 1970.
- Oiça Lá ó Senhor Vinho, 1971.
- Amália no Japão, 1971.
- Cheira a Lisboa, 1972.
- Amália no Canecão, 1976.
- Cantigas da Boa Gente, 1976.
- Lágrima, 1983.
- Amália na Broadway, 1984 (выступления в США).
- Obsessão, 1990.
- Lisboa a Noite, 1992.

### Избранное
- O Melhor de Amália — Estranha Forma de Vida, 1985.
- O Melhor de Amália volume 2 — Tudo Isto é Fado, 1985.
- Segredo, 1997 (записи 1965—1975 гг.).
- Fado Amalia, 2001.
- A Rainha do Fado, 2002.

### Трибьют-альбомы
17 июля 2015 года студия Universal Music Group выпустила трибьют-альбом Амалии Родригеш Amália. As Vozes do Fado. 12 кавер-версий на альбоме исполняют вокалисты Майра Андраде, Бонга, Каэтану Велозу, Жизела Жуан, Антониу Замбужу, Камане, Карминью, Хавьер Лимон, Ана Моура, Рикарду Рибейру, Селеште Родригеш, и 13-ю инструментальную — Анжелу Фрейре.